# 陈匡时
陈匡时（1933年8月—2025年7月7日），男，浙江温岭人，中华人民共和国历史学家，复旦大学历史学系教授。主要从事中国近代史研究。

## 生平
1956年，陈匡时本科毕业于复旦大学历史系，后留校任教。1961年，受中华书局近代史编辑组委托，陈匡时开始整理《梁启超年谱长编初稿》十二册（油印本）。1964年，受社会主义教育运动影响，编辑工作暂停。
改革开放后，陈匡时长期从事中国近代史的教学与研究工作，专攻“中国近代对外关系史”和“中国近代史史料学”等方向。发表有《论梁启超》《黄兴与长江革命》《鸦片战争与近代民族觉醒》等论文30余篇。编撰有《中国近代对外关系史资料选辑 1840—1949》（上编第一、二分册，1977年）。合著《中国近代简史》（1978年）、《中国近代史》（1986年）等。
1980年11月，陈匡时晋升为副教授。1993年4月，晋升为教授。曾任上海市历史学会理事、上海中山学社理事、中国近现代史史料学学会常务理事。1980年至1988年，担任上海市历史学会第七至九届副秘书长。培养了邹振环、吴义雄、李细珠等学生。
2025年7月7日16时35分，陈匡时在上海市第一人民医院逝世。

## 家庭
- 夫人：祝启秀（1930年—2022年），上海人，1953年毕业于复旦大学历史系。